# 马西亚克
马西亚克（法語：Massiac，法語發音：[masjak]），法国中南部市镇，位于奥弗涅-罗讷-阿尔卑斯大区康塔尔省，隶属于圣弗卢尔区，其市镇面积为34.78平方公里，2022年1月1日时人口数量为1,801人，在法国城市中排名第5,946位。
马西亚克位于康塔尔省东北部，阿拉尼翁河畔，是一个区域性的交通枢纽，多条公路在此交汇。

## 地名来源
根据当地官方网站的论述，“Massiac”一名转写自拉丁语“Mattiiacum”，后者出自公元三世纪时的宗教人物谈判者马里。
马西亚克所处区域历史上曾通行奥弗涅方言，Massiac在奥克语维基百科及Openstreetmap中对应的拼写为“Maciac”。

## 历史

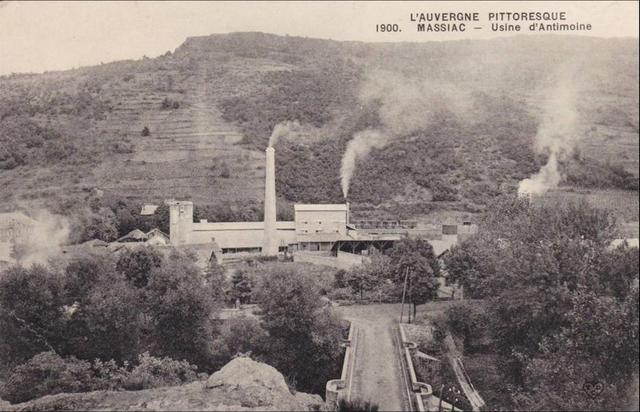
19世纪马西亚克境内的一处锑矿

马西亚克的早期历史尚不清楚。根据当地官方网站的论述，公元260年，谈判者马里在马西亚克传播福音，此后当地在公元300年出现了首幢住宅。公元9世纪末，马西亚克被奥弗涅子爵阿帕雄的阿尔芒一世获得，此后马西亚克境内出现了一处修道院。1429年5月24日，马西亚克领主皮埃尔·德蒂尼耶尔（Pierre de Tinière）获得市镇自由贸易宪章。1666年，马西亚克领主加斯帕尔·代斯潘沙尔（Gaspard d’Espinchal）获罪潜逃至巴伐利亚，其城堡被烧毁，1678年路易十四认定其无罪，其家族地位得以恢复。1694年，马西亚克遭遇黑死病疫情，当地四分之三的居民身亡。法国大革命后，马西亚克成为康塔尔省的一个市镇。工业革命期间，马西亚克地区发现锑矿并得到开采。1861年，途径马西亚克的铁路线建成通车，此后当地出现了商贸集市。
在行政区划方面，马西亚克在1793至2014年间为马西亚克县的县治。1837年，圣艾蒂安（Saint-Étienne）和圣维克托欧沙巴讷（Saint-Victor-aux-Chabannes）两个市镇被撤销，其部分区域被并入马西亚克。此外，在1992年12月至2016年12月间，马西亚克亦为马西亚克地区市镇公共社区的办公驻地

## 地理

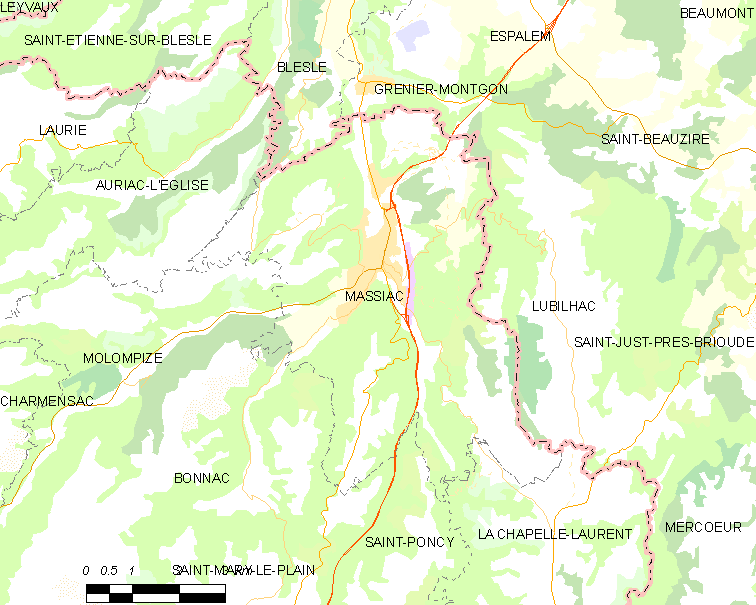
马西亚克市镇范围地图

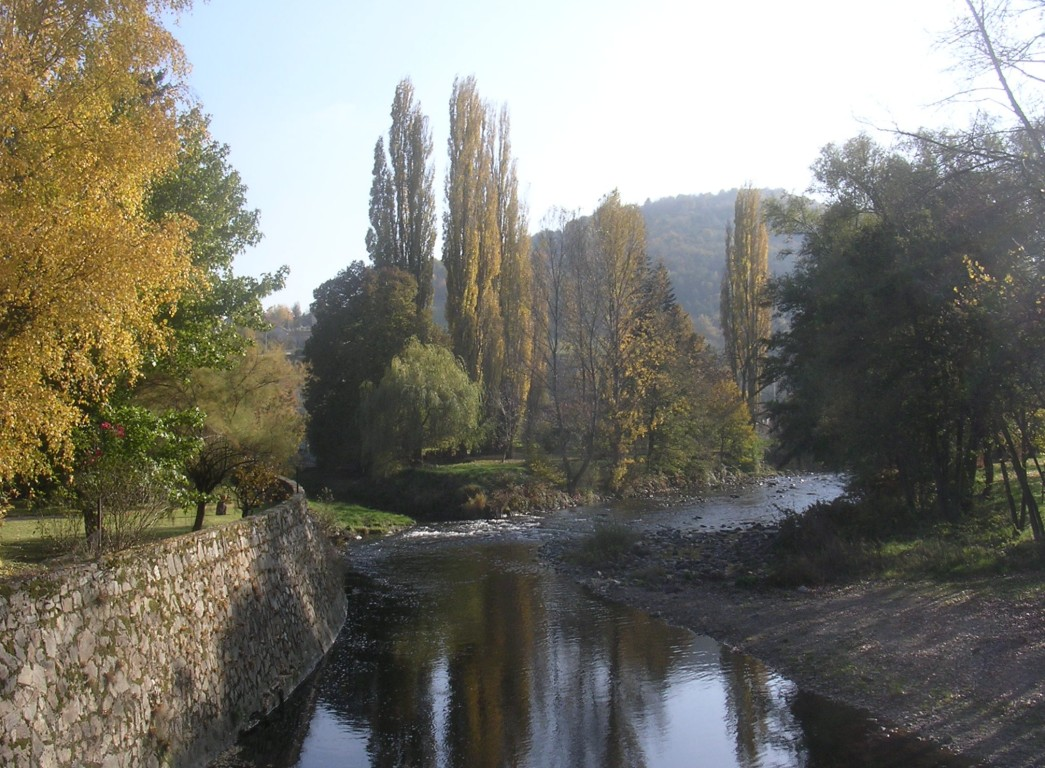
阿拉尼翁河与阿拉尼奥内特河交汇处

马西亚克位于法国中南部，奥弗涅-罗讷-阿尔卑斯大区西南部和康塔尔省东北部，距离省会欧里亚克大约81公里。与马西亚克接壤的市镇包括：欧里亚克莱格利斯、布莱勒、博纳克、格勒尼耶-蒙贡、莫隆皮兹、吕比亚克、圣蓬西和拉沙佩勒洛朗。

### 地形
马西亚克位于法国中央高原腹地，境内以山地为主，市镇中心位于一处地势较为平坦的河谷地带，其东南西北分别为勒沙泰尼耶山（Le Châtaignier）、叙克杜代尔山（Suc d'Oudyre）、帕日西山（Pagecy）和勒沙莱高原（Plateau du Chalet），全境海拔在511到1005米之间。

### 水文
阿拉尼翁河自南向北流经马西亚克镇中心境内，其右岸支流阿拉尼奥内特河在此与其交汇。

### 植被
马西亚克属于温带阔叶混交林区，部分高海拔地区可能有针叶林分布，市区东西两侧分别为拉贝罗勒树林（Bois de Rabeyrolle）和圣维克托树林（Bois de Saint-Victor），市中心的林地多分布于河流附近，以及火车站前方的福拉广场（Place de Foura）。
在鲜花城市的评比中，马西亚克暂未被评级。

### 气候
马西亚克在柯本气候分类法中属于带有温带气候特征的山地气候。

## 行政区划
马西亚克的市镇编号为15119，邮政编号为15500。
在行政管理方面，马西亚克隶属于法国奥弗涅-罗讷-阿尔卑斯大区康塔尔省圣弗卢尔区；在地方选举方面，马西亚克隶属于圣弗卢尔第一县，其市镇范围全境被划入康塔尔省第二选区；在社会管理方面，马西亚克是上土地市镇公共社区的组成部分。
截至2024年2月，马西亚克市镇范围内暂无城市敏感街区及城市政策优先街区。
法国国家统计与经济研究所（简称）在进行数据统计时，未将马西亚克划入任何城市核心区（Unité urbaine）、城市区（Aire urbaine）及城市辐射区（Aire d'attraction）。此外，还将马西亚克市镇整体看作一个“块区”（IRIS），以便于统计人口分布情况。

## 交通

### 公路
A75高速公路经过马西亚克市区东部，南北两侧各设有一处出入口连接市区，法国国道N122线和康塔尔省省道D17线、D21线、D442线、D909线在马西亚克境内交汇。奥弗涅-罗讷-阿尔卑斯城际巴士（商业名称为）下属的C01线（冬季滑雪专线）、C09线和C48线停靠马西亚克，可直通圣弗卢尔、布雷勒、圣谢利达普谢、阿尔旺火车站等地。
2020年，59.9%的马西亚克家庭拥有至少一辆私人汽车。2021年，马西亚克境内共发生各类交通事故2起，造成2人重伤。
| 23 | 1.6 |

| 24 | 1.8 |

| 欧里亚克 | 84 |

| 米拉 | 35 |

| 圣弗卢尔 | 30 |

| 讷萨格 | 27 |

| 伊苏瓦尔 | 37 |

| 布里尤德 | 21 |

### 铁路

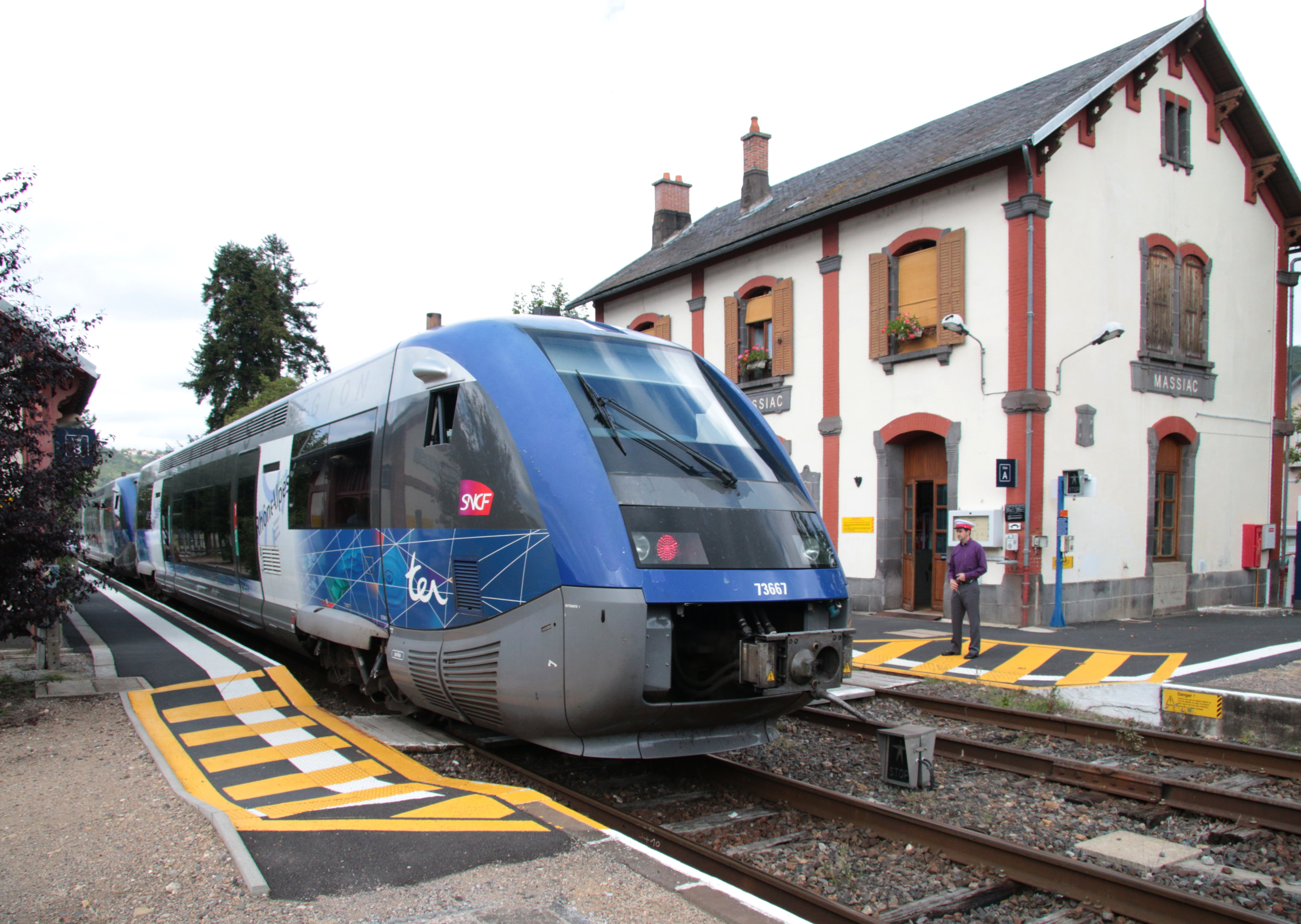
马西亚克火车站内停靠的列车

马西亚克位于菲雅克－阿尔旺铁路上。马西亚克站位于市区中北部，停靠往返于克莱蒙费朗和贝济耶之间的城际列车，以及前往欧里亚克方向的区域列车。

### 航空
马西亚克距离勒皮-卢德机场和克莱蒙费朗机场的公路里程分别大约67公里和72公里。

### 城市公共交通
截至2024年2月，马西亚克暂无城市公共交通系统。

## 政治

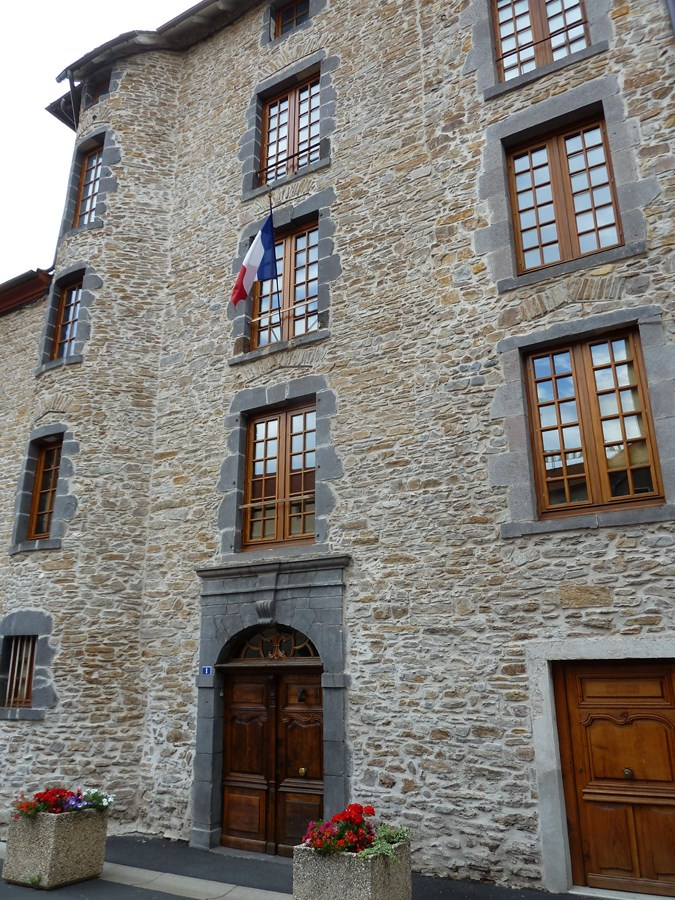
马西亚克市政厅

马西亚克的现任市长为迪迪埃·阿沙尔姆先生（Didier ACHALME），他是共和党的一名成员，在2020年的市政选举中获得了56.49%的支持率。
在2022年的法国总统大选的第二轮选举中，法国第25任总统埃马纽埃尔·马克龙在马西亚克获得了55.98%的支持率。

## 人口
2021年，马西亚克市镇人口数量为1,804，在法国排名第5,946位。其中男性837人，女性964人，75岁及以上人口占15.6%，外籍人口数量为30人，人口密度为52人/平方公里，当地居民被称为（男性）或（女性）。2022年，马西亚克境内出生16人，死亡人口51人。
| 马西亚克1901年－2021年人口变化情况 |
|                                    |
| 数据来源：Cassini、INSEE           |

## 经济
马西亚克是一个区域性的中心城市。截至2024年2月，马西亚克市镇范围内共有各类用人单位（包含自雇）332家，平均历史为22年，其中99.45%为中小型企业（PME），2023年12月至2024年2月间，当地的经济活力指数为0.3%。（金属构建制造）、（零售）及（融资）是当地2021年营业额最高的三个企业，分别为22,617,429欧元、3,417,417欧元和533,684欧元。

## 财政与居民收入
2022年，马西亚克的财政收入总额为2,146,380欧元，财政支出总额为1,517,080欧元，当年的债务总额为167,440欧元。2022年，马西亚克市镇通过增值税获得70,000欧元的收入，此外当地还共获得了172,830欧元的国家直接财政补助。
| 马西亚克居民收入情况                             | 马西亚克居民收入情况 | 马西亚克居民收入情况  | 马西亚克居民收入情况 |
| 内容                                             | 马西亚克             | 法国                  | 统计年份             |
| ------------------------------------------------ | -------------------- | --------------------- | -------------------- |
| 征税家庭总数                                     | 883                  | 1,081（法国市镇平均） | 2022年               |
| 居民平均月收入                                   | 1,877欧元            | 2,435欧元             | 2022年               |
| 高级职员人均月收入                               | 不详                 | 4,331欧元             | 2021年               |
| 中级职员人均月收入                               | 不详                 | 2,470欧元             | 2021年               |
| 普通职员人均月收入                               | 不详                 | 1,801欧元             | 2021年               |
| 贫困率                                           | 不详                 | 14.5%                 | 2020年               |
| 青壮年（15至64岁）失业率                         | 10.9%                | 7.4%                  | 2020年               |
| 征税家庭数量占比                                 | 37.2%                | 45.5%                 | 2020年               |
| 家庭年均纳税                                     | 2,055欧元            | 4,393欧元             | 2022年               |
| 资料来源：INSEE、L'Internaute、Le Journal du Net |                      |                       |                      |

## 社会事务

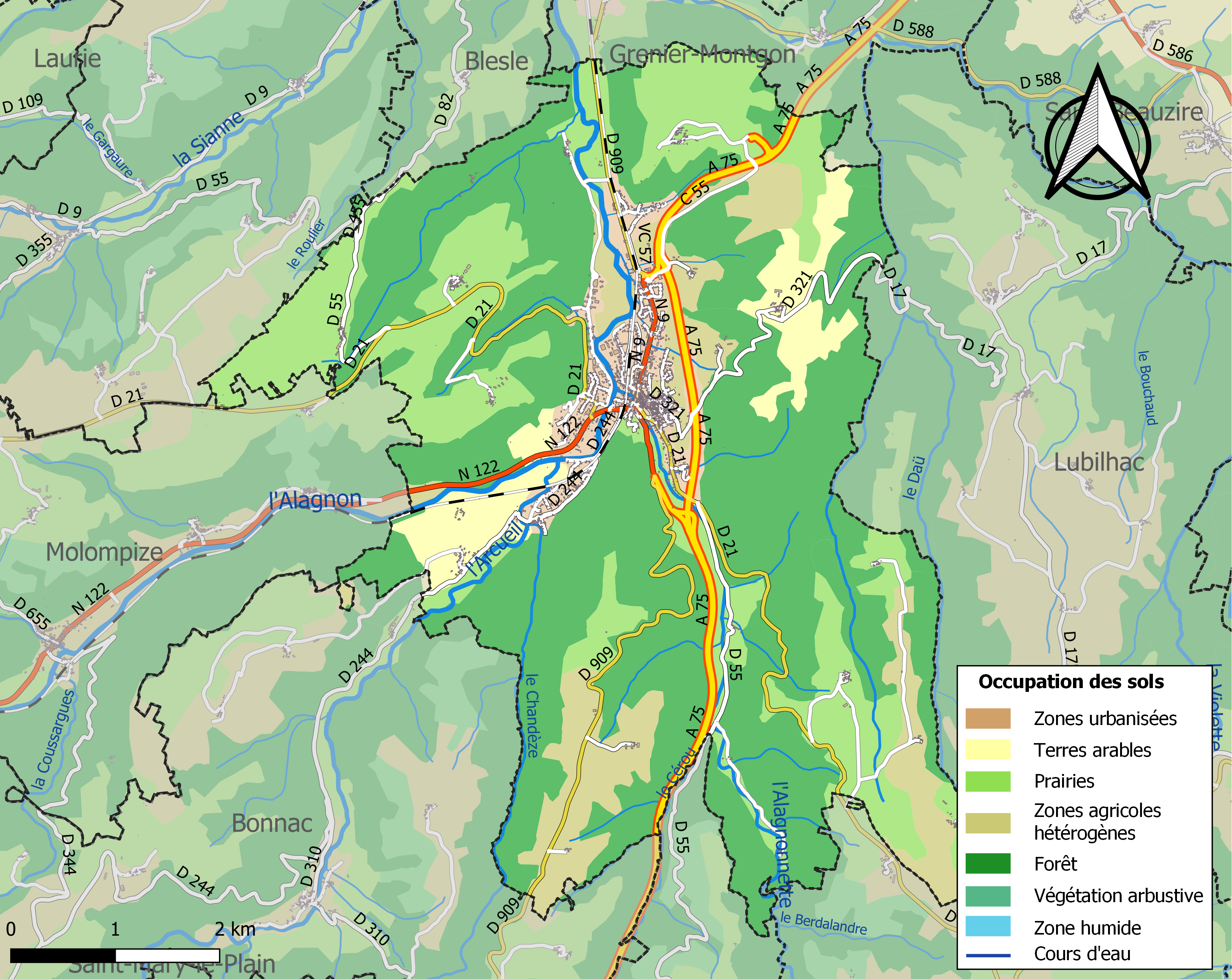
马西亚克土地利用情况地图

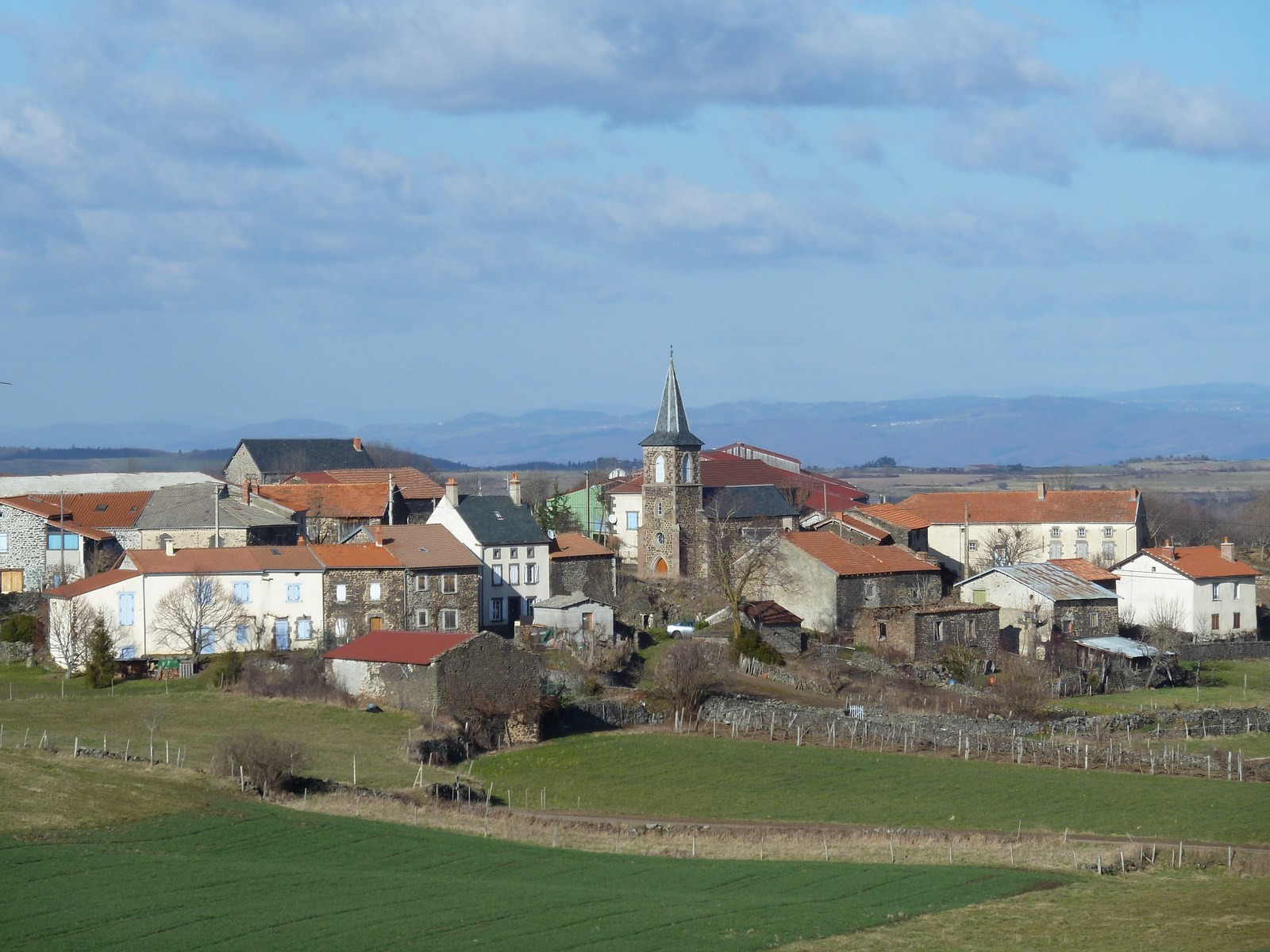
远眺马西亚克镇中心

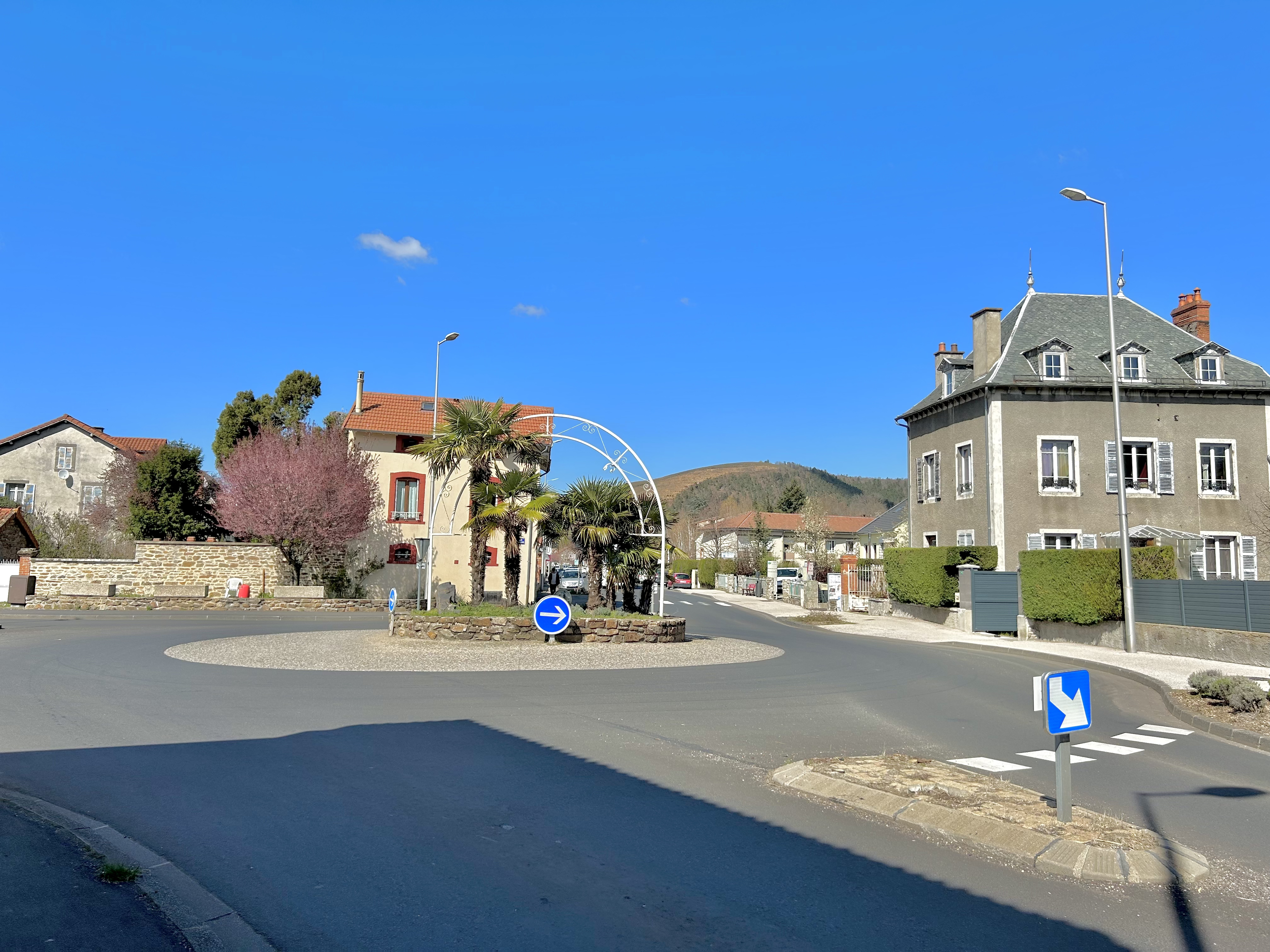
车站街环岛

### 教育
马西亚克属于克莱蒙费朗学区。截至2021年1月1日，马西亚克境内共有2所小学和1所初级中学。2021至2022学年度，马西亚克境内共有在校中等教育阶段学生130名。

### 医疗
截至2021年1月1日，马西亚克境内共有全科医生2名、保健师4名、牙医3名和护士8名。境内共有药房2家、养老院2家。
距离马西亚克最近的区域性医疗机构为布里尤德中心医院（Centre Hospitalier de Brioude），其主病区医院位于布里尤德市区西北部，距离马西亚克市区的正常车程大约19分钟，该院设有床位174个。

### 住房
2020年，马西亚克境内共有各类住房1,223套，其中80.3%为独立式住宅，19.5%为集中式住宅。常住房屋占马西亚克市镇范围内居民建筑总量的70.5%。
在住房保障政策方面，2022年，马西亚克境内共有137户家庭获得了住房经济补助，受益人数占总人口数量的7.6%，其中128份为房租补助。

### 商业
2021年，马西亚克境内共有各类实体商铺48家，其中餐厅9家、大型超市2家、杂货店1家、面包房4家、肉铺1家、书店1家、装饰品店1家、银行门店1家、美容美发店6家、汽车维修店4家。马西亚克镇中心建有一家家乐福超市，市区北侧的高速公路出入口附近则有一家Intermarché超市。

### 体育
2021年，马西亚克境内共有2家游泳池、1间体育馆、3处网球场、1处足球或橄榄球场以及1处篮球或排球场。
截至2024年2月，马西亚克-莫隆皮兹-布莱勒足球俱乐部（FC Massiac Molompize Blesle，编号546414）是马西亚克境内唯一的一家注册足球俱乐部，其主队2023至2024赛季参加奥弗涅-罗讷-阿尔卑斯大区足球联赛丙组（法国第八级别），其主场为库尔塞勒球场（Stade de Courcelles）。

### 环境
马西亚克的环境事务由其所属的上土地市镇公共社区联合各级政府协调负责。2021年，马西亚克境内共有1家污染企业。

### 治安
2021年，马西亚克市镇范围内有1处宪兵队。
马西亚克及其附近的共87个市镇是圣弗卢尔国家宪兵队（zone gendarmerie de Saint-Flour）的管辖范围。2020年，该宪兵队累计记录各类案件814起，其中盗窃类案件333起，经济类案件167起，毒品交易类案件29起。

## 文化

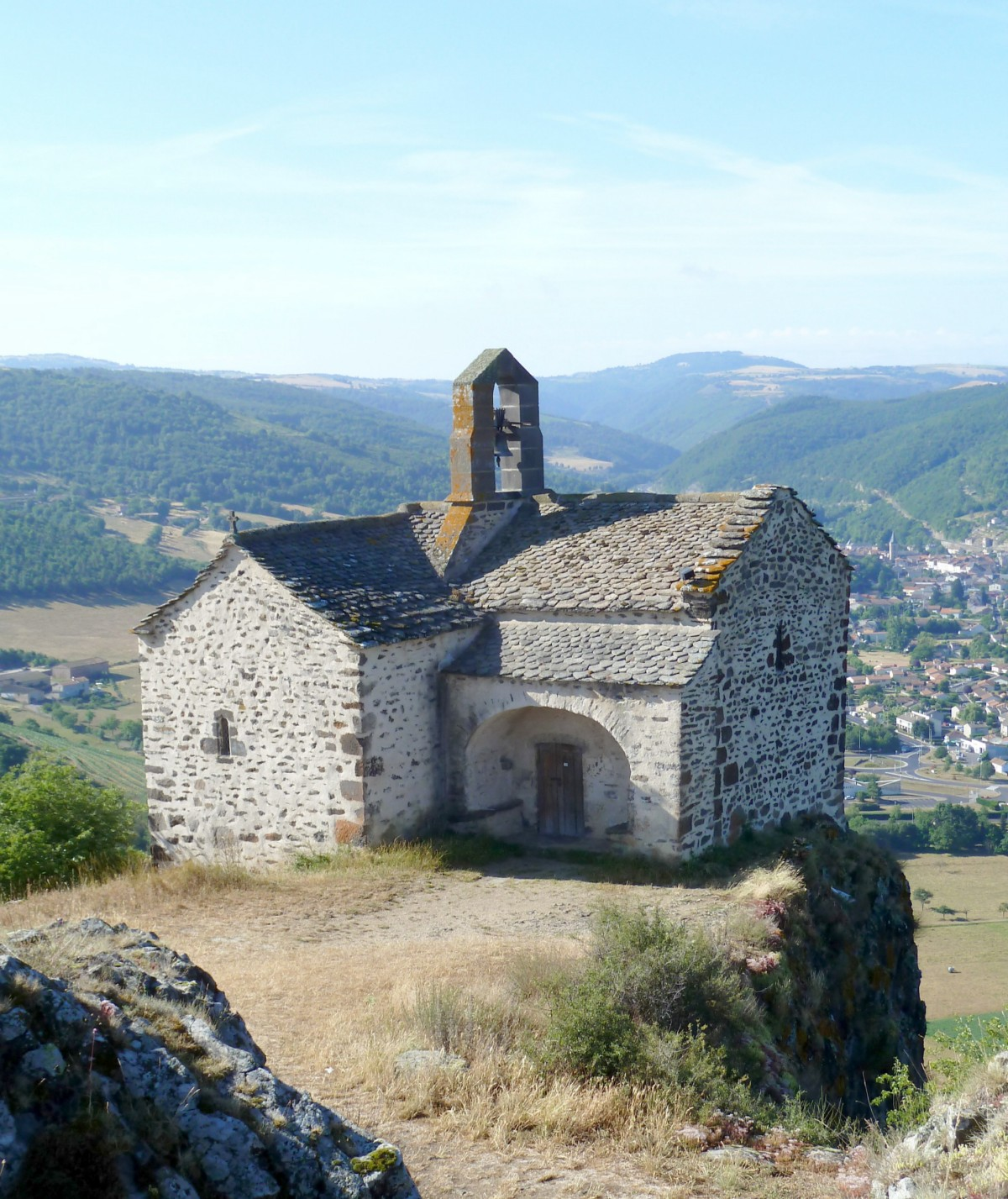
圣玛德莲小教堂

2021年，马西亚克境内暂无任何。马西亚克境内建有市际多媒体中心（Médiathèque intercommunale），每周一至五向公众开放。

### 建筑
马西亚克境内有多处历史建筑，其中沙莱圣玛德莲小教堂、比萨克圣维克托教堂等为法国国家文物保护单位等，圣安德烈教堂则是当地的地标性建筑物。

### 旅游
马西亚克的旅游事务由其所属的上土地市镇公共社区联合各级政府协调负责。2023年，马西亚克境内共有2家酒店共计63间房间；另有1个露营地，可容纳共89辆露营车。

### 媒体
法国主要的媒体均可在马西亚克接收，法国电视三台下属的奥弗涅-罗讷-阿尔卑斯大区频道在部分时段播出马西亚克所在康塔尔省的地方新闻。《山地报》、《康塔尔之声》（La Voix du Cantal）、蓝色法兰西奥弗涅地区广播、Jordanne广播等是当地主要的地方性媒体。

## 友好城市
截至2024年2月，马西亚克共与一座城市建立了友好城市关系：
- 西班牙 福拉